# Витре (кантон)
Витре (фр. Vitré) — кантон во Франции, находится в регионе Бретань, департамент Иль и Вилен. Входит в состав округа Фужер-Витре.

## История
Кантон образован в результате реформы 2015 года  . В его состав вошли коммуны упраздненных кантонов Витре-Уэст и Витре-Эст.

## Состав кантона с 22 марта 2015 года
В состав кантона входят коммуны (население по данным Национального института статистики Архивная копия от 7 ноября 2021 на Wayback Machine за 2018 г.):
- Балазе (2 225 чел.)
- Бреаль-су-Витре (639 чел.)
- Валь-д′Изе (2 584 чел.)
- Витре (18 267 чел.)
- Корнийе (965 чел.)
- Ла-Шапель-Эрбре (700 чел.)
- Ландавран (694 чел.)
- Марпире (1 041 чел.)
- Месе (607 чел.)
- Мондевер (820 чел.)
- Монтотур (265 чел.)
- Монтрёй-де-Ланд (236 чел.)
- Монтрёй-су-Перуз (1 011 чел.)
- Посе-ле-Буа (1 303 чел.)
- Пренсе (386 чел.)
- Сен-Кристоф-де-Буа (562 чел.)
- Сент-М’Эрве (1 347 чел.)
- Сент-Обен-де-Ланд (935 чел.)
- Тайи (996 чел.)
- Шампо (507 чел.)
- Шатийон-ан-Вандле (1 682 чел.)
- Эрбре (1 706 чел.)

## Политика
На президентских выборах 2022 г. жители кантона отдали в 1-м туре Эмманюэлю Макрону 38,7 % голосов против 19,6 % у Марин Ле Пен и 15,3 % у Жана-Люка Меланшона; во 2-м туре в кантоне победил Макрон, получивший 69,2 % голосов. (2017 год. 1 тур: Эмманюэль Макрон – 30,1 %, Франсуа Фийон – 22,9 %, Жан-Люк Меланшон – 15,9 %, Марин Ле Пен – 15,0 %; 2 тур: Макрон – 76,8 %. 2012 год. 1 тур: Николя Саркози — 32,3 %, Франсуа Олланд — 23,5 %,  Марин Ле Пен — 13,3 %; 2 тур: Саркози — 56,4 %).
С 2021 года кантон в Совете департамента Иль и Вилен представляют мэр коммуны Сент-М’Эрве Элизабет Брён (Élisabeth Brun) (Республиканцы) и вице-мэр города Витре Поль Лапоз (Paul Lapause) (Союз демократов и независимых). 
|                | Кандидаты                     | Партия                   | Первый тур | Первый тур     | Второй тур | Второй тур |
| Кол-во голосов | Кандидаты                     | Партия                   | % голосов  | Кол-во голосов | % голосов  |            |
| -------------- | ----------------------------- | ------------------------ | ---------- | -------------- | ---------- | ---------- |
|                | Элизабет Брён Поль Лапоз      | Правоцентристский блок   | 3 931      | 43,08          | 5 292      | 56,32      |
|                | Карин Пуэссель Эрван Ружье    | Левый блок ― Зелёные     | 3 067      | 33,61          | 4 105      | 43,68      |
|                | Катя Поре Юбер Севен          | Национальное объединение | 1 172      | 12,84          |            |            |
|                | Валери Керофре Филипп Рандаль | Коммунистическая партия  | 955        | 10,47          |            |            |

|                | Кандидаты                         | Партия                  | Первый тур | Первый тур |
| Кол-во голосов | Кандидаты                         | Партия                  | % голосов  |            |
| -------------- | --------------------------------- | ----------------------- | ---------- | ---------- |
|                | Изабель Ле Калленек Тьерри Травер | Правый блок             | 7 866      | 58,53      |
|                | Беатрис Бетюн Микаэль Пентон      | Национальный фронт      | 2 210      | 16,44      |
|                | Жак Куаньяр Ноэль Тиро            | Социалистическая партия | 2 056      | 15,30      |
|                | Анн-Мари Деан Ален Тортелье       | Европа Экология Зелёные | 1 307      | 9,73       |